# 南濃大橋
南濃大橋（なんのうおおはし）は、岐阜県羽島市と海津市の間の長良川にかかる岐阜県道1号岐阜南濃線の桁橋である。

## 概要
岐阜市や愛知県方面からお千代保稲荷へのアクセス道路であり、縁日は渋滞が発生する。南濃大橋の名称の由来は「美濃国の南部」からで、南濃町（現在の海津市南濃町）とは関係ない。長良川の右岸で岐阜県道23号北方多度線がアンダーパスとなり、北西の近隣に道の駅クレール平田があり、橋の北側の右岸河川敷に平田リバーサイドプラザがある。

## 諸元
- 供用開始：1979年（昭和54年）
- 延長： 495.1m
- 橋梁形式：鋼I桁
- 所在地：岐阜県羽島市桑原町大須 - 海津市平田町幡長

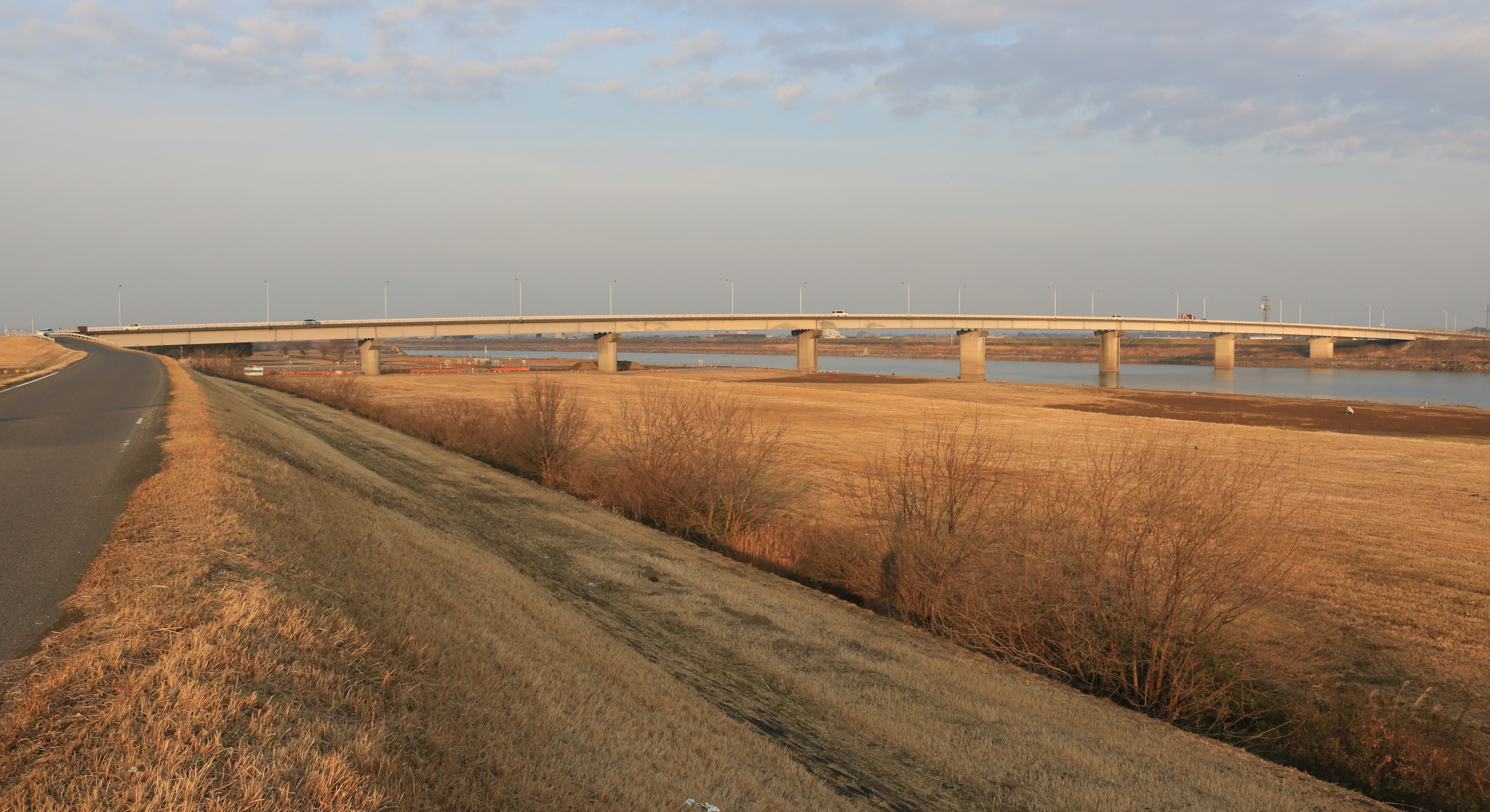
海津市側の右岸下流から望む南濃大橋
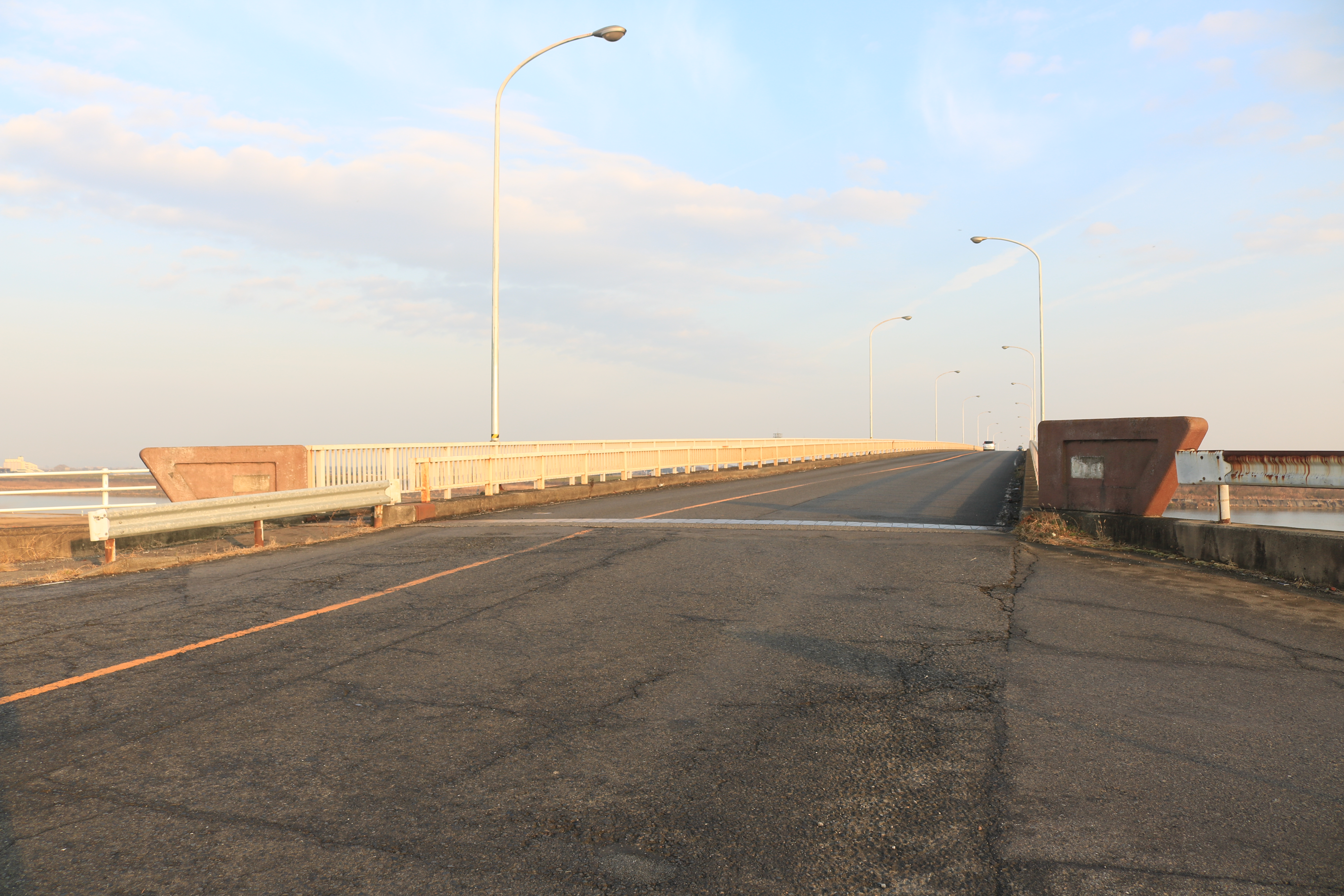
片側1車線の車道と上流側に歩道がある

## 歴史
かつて、ここには“野寺の渡し”という渡船があった。
- 1929年（昭和4年）4月1日：竹鼻鉄道（現在の名鉄竹鼻線）栄町駅（現在の竹鼻駅） - 大須駅開業。“野寺の渡し”の利用者が増加する。同年に発生した渡船の転覆事故により、橋の早期完成の声が高まる。
- 1935年（昭和10年）：野寺橋が開通。羽島市桑原東方交差点からクレール平田の南の堤防に上がる道路に架かっていた。
- 1979年（昭和54年）：老朽化した野寺橋が架け替えられる。新たな橋を野寺橋から南濃大橋と改称。